# USS Stargazer NCC-2893
USS Stargazer NCC-2893 was een fictief ruimteschip uit het Star Trek universum.
De USS Stargazer was een Starfleet ruimteschip van de Constellation-klasse. Het stond tussen 2333 en 2355 onder commando van kapitein Jean-Luc Picard. Dit was zijn eerste commando. Het schip ging verloren bij het sterrenstelsel Zeta Maxia, nadat het door een onbekende macht was aangevallen. Later bleek dat de Stargazer door een Ferengi-ruimteschip was aangevallen. In 2364 bood de Ferengi Daimon Bok het karkas van de Stargazer aan kapitein Picard aan. Dit bleek uiteindelijk een poging van Bok te zijn om Picard in diskrediet te brengen.